# Храм Покрова Пресвятой Богородицы (Пупки)
Храм Покрова Пресвятой Богородицы — недействующий православный храм в селе Пупки Скопинского района Рязанской области. Принадлежит к Скопинской епархии Русской православной церкви. Является объектом культурного наследия Российской Федерации местного значения.

## История

### XIV — начало XX вв.
На месте села Пупки в XIV—XV веках был, видимо, сторожевой пост, укрепленный сторожевым валом. До 1592 года населённый пункт состоял в числе вотчин Рязанского архиерейского дома. Статус села Пупки обрели, когда тут была возведена Покровская церковь. Само название «Пупки», по одной из версий, происходит от слов «папа», «поп», «батюшка». Населённым пунктом какое-то время также владели беломестные казаки — служилые люди, награждённые за военную службу «белыми землями», то есть не облагаемыми государственным налогом.
В окладной книге 1676 года село Пупки именуются уже Пуповской слободой, а при находившейся в той слободе Покровской церкви показано «два двора поповых, церковной пашни в поле по писцовой выписи двадцать пять четвертей, сенных покосов на шестьдесят копен». В приходе, состоявшем из села Пуповская слобода и деревни Велемья, было 122 двора, из них 6 помещичьих, 43 драгунских, 64 крестьянских и 7 бобыльских.

Покровский храм в 1950—1960-х годах

Существующее деревянное здание Покровской церкви имеет довольно интересную историю. Оно было возведено в 1771 г. (по другим данным, в 1760 году) в селе Орловка-Троицкое Епифанского уезда Тульской губернии (ныне с. Троице-Орловка Скопинского района Рязанской области) на средства местного помещика, отставного капитана князя Сергея Никитича Долгорукова (1724—1802) и первоначально имело престол в честь Святой Варвары. После возведения в Троице-Орловке каменного храма в 1857 г. деревянная церковь была продана в село Пупки Скопинского уезда Рязанской губернии, собрана на новом месте и переосвящена.
Покровская церковь перестраивалась несколько раз по причине ветхости и из-за пожаров. В рапорте секретаря Рязанской духовной консистории И.Уханова обер-прокурору Святейшего Правительствующего Синода от 17 июля 1854 года сохранилось такое упоминание:
...Благочинный Скопинского уезда села Князева-Займища священник Семён Мизеров при репорте 6 числа минувшего июня его преосвященству Гавриилу, архиепископу Рязанскому и Зарайскому и кавалеру представил донесение причта и церковного старосты села Пупок того ж уезда о том, что 29 мая 1854 года, рано утром на рассвете означенного села Пупок деревянная Покровская церковь с таковою же колокольнею сгорела вся со всею церковной утварью, неизвестно от чего...
В 1861 году в доме местного священника была открыта школа, содержание которой обеспечивалось сельским обществом.
В 1894—1895 гг. Покровская церковь, по плану, утверждённому Строительным Отделением Рязанского Губернского Правления, снова частично перестраивалась. В октябре 1895 года храм был освящён малым освящением помощником благочинного первого Скопинского округа священником Дмитрием Соловьёвым.
Сохранилась страховая оценка церкви села Пупки от 21 июля 1910 года, которую составляли благочинный, протоиерей В.Константинов, священник села Пупок Емельян Надеждин, священник церкви села Новые Кельцы Пётр Орлов, церкви села Лопатино священник Василий Кобозев и псаломщик Николай Лебедев:
...Покровская церковь деревянная, на кирпичном цоколе, снаружи обшита тесом и покрашена масляною краскою, внутри не оштукатурена; покрыта железом, окрашенным масляною краскою. Длина церкви, считая и колокольню, 16 саж., наибольшая ширина 6 саж., высота до верха карниза 7,5 арш.; на церкви имеются две главки; больших окон 19 шт., дверей наружных створчатых, не обшитых железом, 3 шт., внутренних 2 шт., иконостас длиною 6 саж., высотою 15 арш.; церковь не отапливается. Колокольня в 3 яруса, общей высотою до верха карниза 13 арш. Церковь построена в 1895 году, строение хорошо сохранилось. Оценка вместе с иконостасом и колокольнею 6000 рублей...

### Середина — конец XX в.
Покровский храм, как и многие другие религиозные объекты, был закрыт в конце 1930-х гг. В октябре 1937 г. на Бутовском полигоне Москвы был расстрелян последний священник Покровской церкви села Пупки Козлов Владимир Яковлевич (1889 — 13.10.1937).
В 1971 году решением Рязанского Областного Исполнительного Комитета (№ 250 от 27.08.1971) был поставлен на государственную охрану как объект культурного наследия. В паспорте, составленном в 1970 году, в частности, говорилось:
...Памятник очень интересен. Красива чёткая конструкция. Удачно выбрано место для церкви, стоящей в зелени. Довольно далеко просматривается. Заслуживает интереса...
Однако, несмотря на предпринятые меры, данный объект культурного наследия сохранить не удалось.

## Текущее состояние

Панорама Покровского храма села Пупки (2014 г.)

21 марта 2011 года в ходе проверки Скопинской межрайонной прокуратурой исполнения законодательства, направленного на защиту объектов культурного наследия (памятников истории и культуры), было установлено, что физическая целостность здания Покровской церкви села Пупки сохранена, его техническое состояние — удовлетворительное. Однако через три года, в 2014 году, обрушился верхний ярус колокольни.
По информации Скопинского отделения Рязанского филиала ФГУП «Ростехинвентаризация — Федеральное БТИ», здание церкви не имеет пользователя, право собственности на данный объект культурного наследия не зарегистрировано, инвентаризация не проводилась, технический паспорт отсутствует. Консервационные и противоаварийные работы по Покровской церкви также не проводились.
В то же самое время в Нижегородской области Первомайской городской прокуратурой, в аналогичном случае, были направлены два иска о понуждении местной администрации обратиться в управление Федеральной регистрационной службы по Нижегородской области с заявлением о постановке на учёт объектов бесхозяйного недвижимого имущества церкви в селе Нелей и селе Худошино — объектов истории и культуры.

## Интересные факты
- По состоянию на конец XX — начало XXI века Церковь Покрова Пресвятой Богородицы в селе Пупки — единственный сохранившийся в Скопинском районе Рязанской области деревянный храм;
- По словам местных жителей, попытка восстановить храм предпринималась ещё в 1930-е годы, когда ходоки из Пупок отправились в Москву с ходатайством к Н. К. Крупской. Прошение, однако, рассмотрено так и не было.
- Неподалёку от Покровской церкви на сельском кладбище имеются захоронения спецпоселенцев, в том числе советских немцев, депортированных НКВД по национальному признаку из Поволжья в 1941 году[4].

## Известные священнослужители
- Мирон (1676);
- Гавриил;
- Фёдор Афанасьев;
- Захарий Романов;
- Андрей Фёдоров (1734);
- Евдоким Стефанов (1741);
- Мирон Иванов (1753—1779);
- Григорий Миронов (1779—1808);
- Максим Григорьев (28 июля 1808 года — 1855);
- Александр Евдокимович Морозов (1855—1871);
- Лев Алексеевич Русанов (1873—1875);
- Емельян Иванович Надеждин (1875—?);
- Козлов Владимир Яковлевич (1933—1937).

## Известные церковные старосты
- Александр Степанов (1865 г.)
- Иван Титов (1869 г.)
- Иван Архипов (1880 г.)
- Василий Пупков (1890 г.)
- Родион Селивёрстов Авдеев (1893 г.)
- Григорий Прокопьев (1902 г.)
- Григорий Авдеев (1906 г.)